# Alfa Romeo 155
L'Alfa Romeo 155 (numero di progetto 167) è un'autovettura di segmento D prodotta dalla casa automobilistica italiana Alfa Romeo dal 1992 al 1998 nello stabilimento Alfa Romeo di Pomigliano d'Arco.

## Il contesto

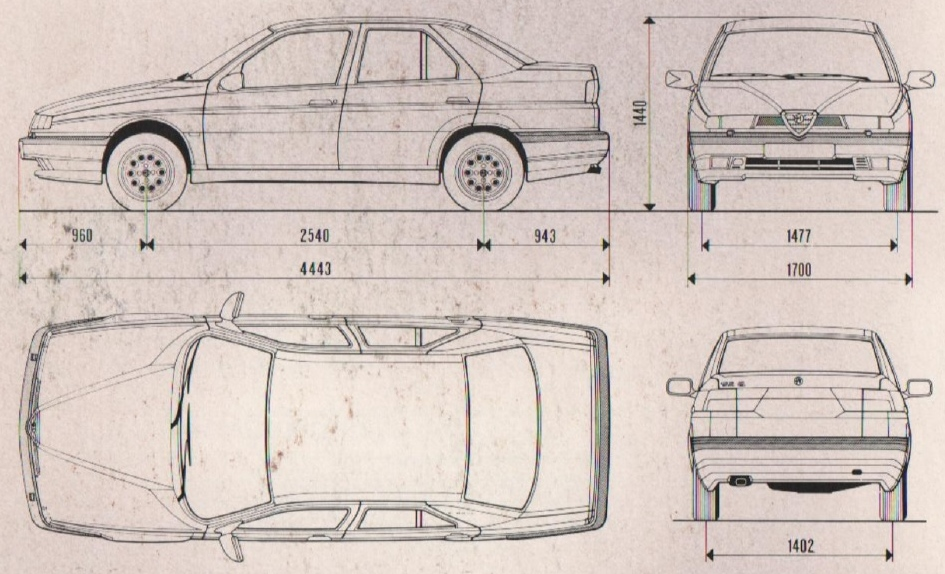
Schema dimensionale della Alfa 155

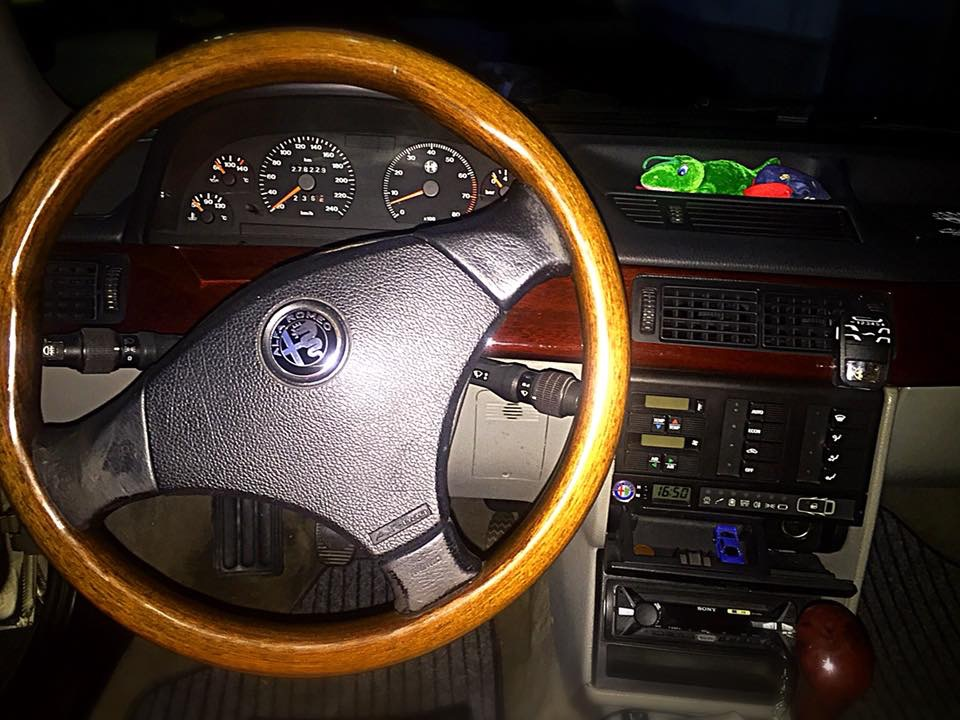
Interno Alfa Romeo 155

Lanciata per sostituire l'Alfa Romeo 75 (che, tuttavia, rimase in produzione nelle versioni "1.6 i.e." e "2.0 TD" fino alla fine del 1993), la 155 abbandonava lo schema classico delle medie Alfa Romeo a schema transaxle e trazione posteriore, per adottare una configurazione a trazione anteriore e sospensioni a 4 ruote indipendenti. La 155 adottava il pianale derivato dal progetto Tipo2 con la quale condivideva, con le altre vetture derivate dal medesimo progetto, la lunghezza del passo e le sospensioni di tipo MacPherson all'anteriore e a bracci longitudinali tirati al posteriore.
I motori 4 cilindri 8 valvole Twin Spark della prima serie erano derivati dal 2.0 Twin Spark della 75 (bialbero Alfa Romeo), mentre i Twin Spark 16 valvole della seconda serie, denominati Pratola-Serra (nome della città in cui vennero assemblati), erano di tipo modulare con basamento in ghisa; il 2.0 turbo 16v derivava invece da quello montato sulla Lancia Delta HF e il 6 cilindri era lo storico V6 "Busso" 12 valvole Alfa Romeo. Disegnata aggressiva nelle linee, i designer Alfa risolsero la questione di distaccare l'estetica da quella delle vetture Fiat e Lancia che condividevano il medesimo pianale: prova ne furono lo sbalzo anteriore della carrozzeria e la coda massiccia. Venne rispettato il family feeling con dei gruppi ottici anteriori sottili e molto simili a quelli della 75, una linea di cintura alta e le fiancate percorse da profonde scalfature di alleggerimento come nella 164. La linea risultava spiccatamente a cuneo, continuando una influente linea di disegno delle vetture Alfa Romeo introdotta dal designer Ermanno Cressoni a partire dalla Giulietta del 1977, che divenne peculiare delle vetture della casa del biscione. Lo stile della vettura fu disegnato da Ercole Spada. Gli interni, di impostazione nettamente sportiva, furono progettati invece da Walter de Silva (che collaborò insieme a Spada per il successivo restyling della vettura), conferendole una posizione di guida ottima. L'Alfa 155, seppure prodotta per pochi anni come modello di transizione, è un modello importante, perché è stata una delle ultime Alfa a montare lo storico motore bialbero Alfa Romeo; in particolare le versioni di tale motore con cilindrata 1.7 e 1.8 furono in dotazione esclusivamente alla 155. 
Particolare degno di nota, lo stesso tipo di propulsore era sempre stato montato longitudinalmente su tutte le precedenti vetture (tutte a trazione posteriore), mentre sulla 155 veniva montato trasversalmente; ciò comportò una consistente riprogettazione delle parti di collegamento. Nel Museo Storico Alfa Romeo è conservato un esemplare di Alfa 155 con motorizzazione bialbero Alfa Romeo.

## Prima serie (1992-1995)

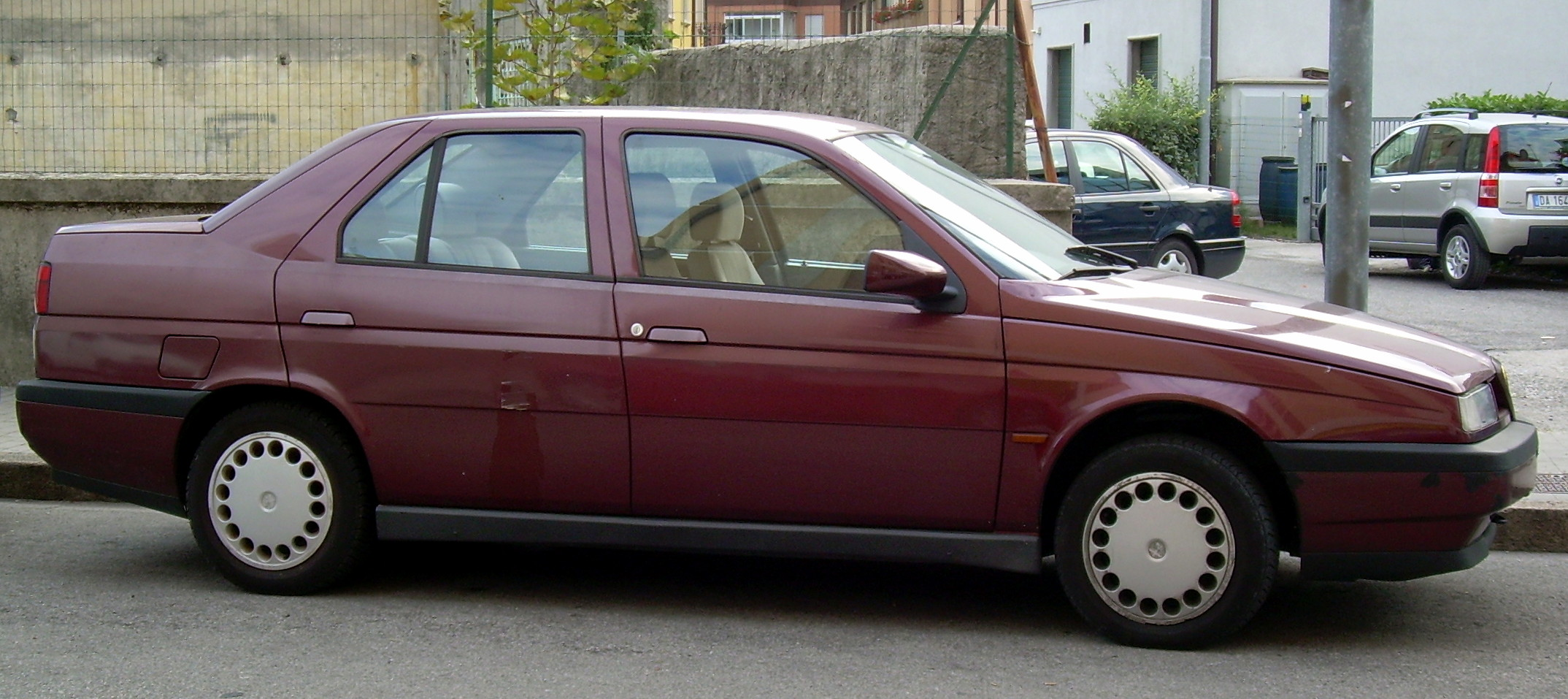
Vista laterale di un'Alfa Romeo 155 prima serie

Presentata in anteprima mondiale a Barcellona nel mese di gennaio 1992, e definitivamente nel mese di marzo dello stesso anno presso il Salone dell'automobile di Ginevra, la 155 era inizialmente disponibile in 4 differenti versioni, tutte con motore a benzina.
Due erano mosse dai 4 cilindri bialbero Twin Spark, dotati di alimentazione a iniezione e variatore di fase, di 1773 cm³ (126 CV) e 1995 cm³ (141 CV), mentre le altre due erano rispettivamente la versione "V6", spinta dal classico V6 Busso a iniezione di 2492 cm³ da 163 CV, e la "Q4", dotata di trazione integrale ed equipaggiata con un 1995 cm³ turbo 16v da 192 CV derivato dalla Lancia Delta Integrale.
Nel 1993 la vettura subisce un leggero restyling (in particolare la calandra a filo e i poggiatesta forati, erano presenti solo nelle versioni base), inoltre la gamma venne completata con l'introduzione della versione "Twin Spark 1.7" e da due versioni sovralimentate a gasolio, la "1.9 TD" e la "2.5 TD". La "Twin Spark 1.7" (che sostituì la Twin Spark 1.8 base del 1992) differiva dalla "Twin Spark 1.8" per la cilindrata leggermente ridotta (1748 cm³), per l'assenza del variatore di fase, per la potenza inferiore (115 CV), per i paraurti neri e gli allestimenti semplificati. La "1.9 Td" era spinta dal noto 4 cilindri turbo FIAT di 1929 cm³ da 90 CV ed era identica per esterni e allestimenti alla "Twin Spark 1.7", mentre l'altra era mossa da un 4 cilindri turbo, della VM Motori, di 2499 cm³ da 125  CV (derivato dalla 164), aveva lo stesso allestimento della Twin Spark 2.0. Nel 1994 venne commissionata a Franco Sbarro la creazione di una versione Sport Wagon della 155. La vettura era basata sulla versione Q4 a cui era stato inserito un body kit Zender. Presentata al Salone dell'automobile di Ginevra, la vettura non superò lo stato di concept car.
A partire dal 16 giugno 1993 vengono poste sul mercato le Twin Spark 1.7 e 2.0 con cambio automatico. A partire dal Marzo 1995 la versione più accessoriata della 2.0 viene sostituita dalla 2.0 16 Valvole con cambio automatico, la 2.0 8 Valvole con cambio automatico rimane solo nella versione "Lusso" che comprendeva solamente gli specchietti retrovisori elettrici, l'aria condizionata e un quadro strumenti sportivo. Inoltre in Giappone la 2.0 automatica veniva commercializzata solamente nella versione Q4.
La prima serie comunque resterà in produzione fino al marzo 1995 in versioni "Base, Lusso e Super" e fino al 1997 come versione su ordinazione, in quanto già dal dicembre 1994 vi era in produzione la seconda serie. Dal gennaio 1995 era disponibile anche con la nuova gamma colori della seconda serie, e riprendeva anche lo scudetto cromato della calandra (in entrambe le versioni della calandra, a filo e incavata), invece in tinta con la carrozzeria divenne optional.

## Seconda serie (1994-1998)
| Modello                          | Esemplari |
| -------------------------------- | --------- |
| ALFA 155 1.6                     | 8.333     |
| ALFA 155 1.7                     | 36.359    |
| ALFA 155 1.8                     | 67.774    |
| ALFA 155 1.8 Silverstone/Formula | 2.500     |
| ALFA 155 1.8 8v Sport            | 2.500     |
| ALFA 155 2.0                     | 38.719    |
| ALFA 155 2.0 8v S.S.Elegante     | 2.500     |
| ALFA 155 2.5                     | 7.198     |
| ALFA 155 1.9 TD                  | 15.652    |
| ALFA 155 2.0 Q4                  | 2.591     |
| ALFA 155 2.0 Q4 (1995/1997)      | 110       |
| ALFA 155 2.5 TD                  | 11.290    |
| Totale                           | 195.526   |

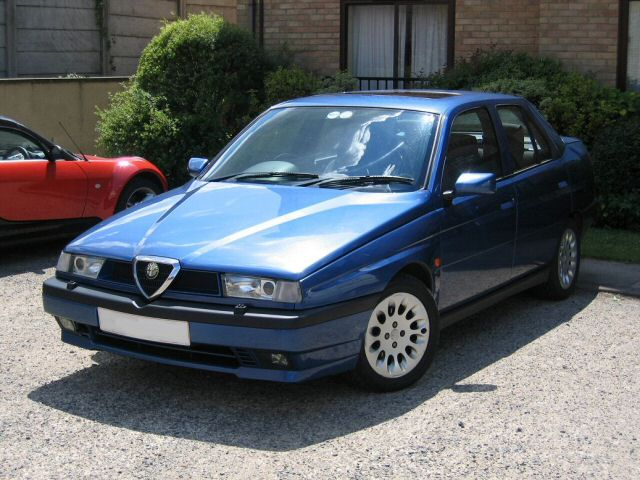
Alfa Romeo 155 Seconda Serie 2.0 Twin Spark 16v del 1996, vista anteriore

Da dicembre 1994 il modello fu sottoposto a un sostanziale restyling, affiancandosi con la prima serie fino al marzo 1995. Il restyling interessò numerosi dettagli estetici, tra cui i paraurti (ora in tinta con la carrozzeria su tutte le versioni), i parafanghi (allargati sia sull'anteriore che sul posteriore), e lo scudetto Alfa Romeo della calandra anteriore, che divenne cromato (optional in tinta con la carrozzeria) e sviluppato in profondità, con la griglia della versione Q4. Venne cambiata anche la collocazione dei loghi "155" che da in alto a sinistra del logo Alfa Romeo vennero collocati poco al di sotto dei gruppi ottici posteriori (Caratteristica che la contraddistingue dalla prima serie, in particolare nelle Twin Spark ora viene prima la cilindrata ad esempio di Twin Spark 1.8 che diventa 1.8 Twin Spark, fanno eccezione però le versioni per la Polizia poiché vengono collocati come la prima serie ma a destra). Anche gli interni subirono alcune lievi modifiche: la strumentazione venne ritoccata, così come alcuni dettagli della plancia e della tappezzeria, e i poggiatesta schiumati e forati tipici della prima serie vennero abbandonati in favore di un design più classico ed ergonomico. 

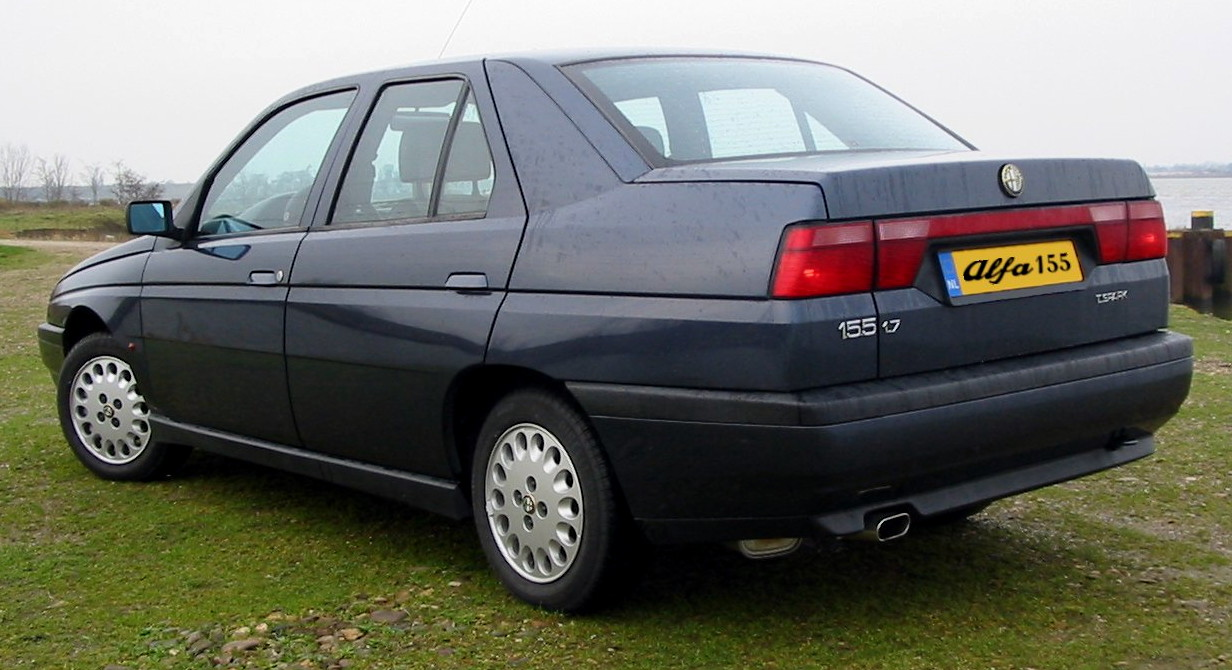
Retro 155 Model Year 1995 1.7 Twin Spark

Per quanto riguarda i motori, il 2000 Twin Spark a 8 valvole venne dimezzato, scomparendo dai listini, lasciando il posto - nella produzione di serie - a una nuova unità di 1970 cm³, sempre con doppia candela e variatore di fase, ma con una testata a 16 valvole e una potenza di 150 CV. Nonostante fossero stati rimpiazzati dai più recenti Pratola Serra Twin Spark dotati di 4 valvole per cilindro, l'Alfa continuo' a montare i bialbero Twin Spark di 1748 cm³ (115 CV), 1773 cm³ (126 CV) e 1995 cm³ (141 CV) all'interno delle nuove scocche, dando vita a pochi esemplari "ibridi", denominati "model year 1995", che vennero prodotti fino al 1997 con la dicitura Twin Spark, senza la presenza del logo 16v. Queste (assieme alle auto dotate del 2000 Twin Spark prima serie), furono le versioni più utilizzate dai privati per alcune elaborazioni sportive. L'Alfa decise inoltre di assegnarne parte alle forze dell'ordine.
Nel 1996 la gamma propulsori venne rinnovata anche per le altre cilindrate; furono quindi introdotti i nuovi Twin Spark 16 valvole sia di 1598 cm³ (120 CV) che di 1747 cm³ (140 CV), strettamente imparentati con l'unità da 2.0 litri.
Uscì di produzione nel 1998 dopo 195.526 esemplari prodotti, sostituita dalla 156.

## Serie speciali

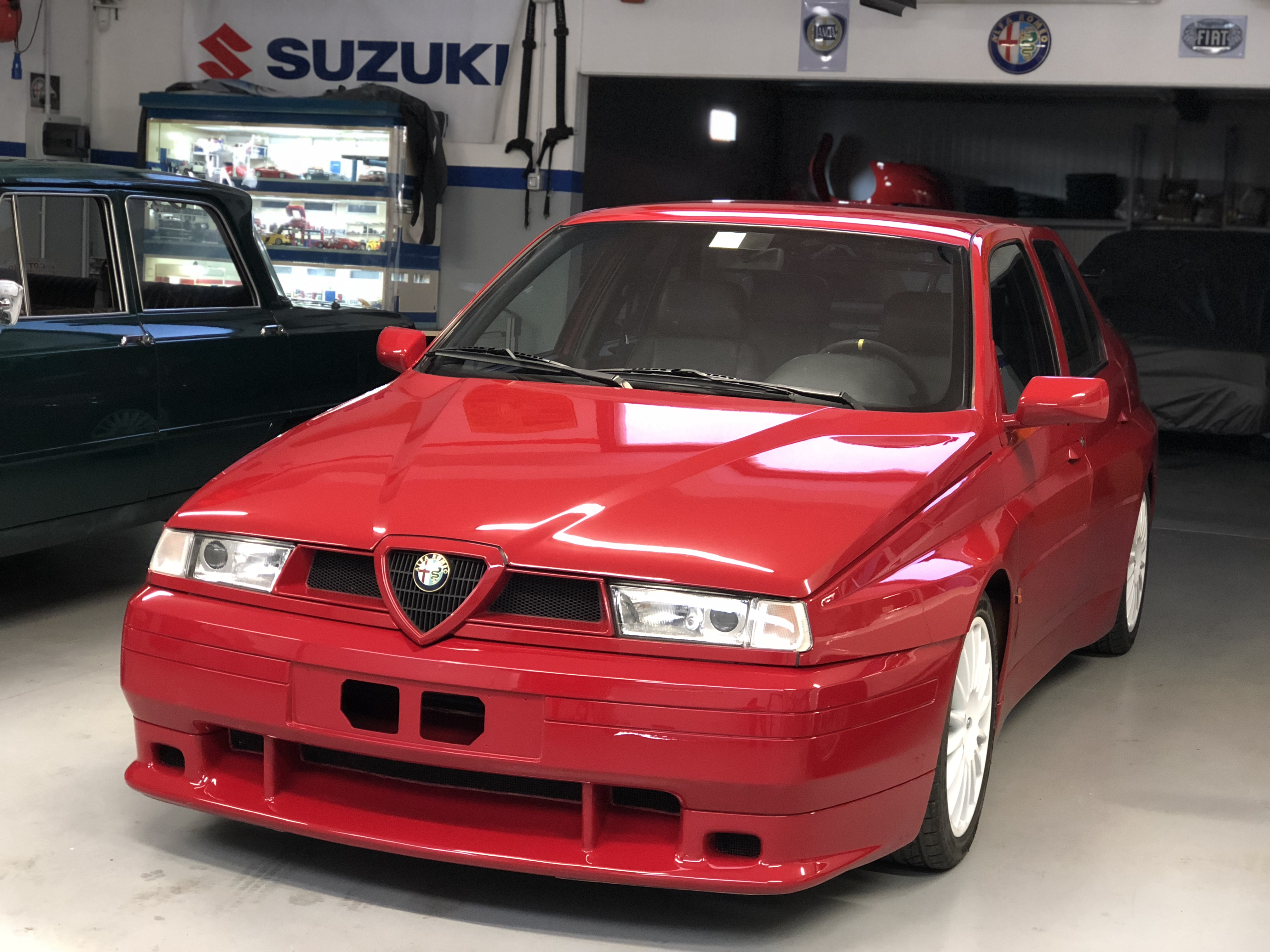
L'Alfa 155 GTA stradale

Come l'antenata Alfa Romeo 75, l'Alfa Romeo 155 vanta delle versioni speciali prodotte in serie, ognuna con le proprie caratteristiche distintive per tali versioni.
Nel 1992, sulla scia delle vittorie ottenute dalla 155 GTA nel campionato italiano CIVT, venne deciso di avviare la produzione di una versione "Stradale" GTA da costruire presso l'officina Abarth. 
La vettura nacque dalla trasformazione della Q4. Le modifiche riguardavano: la carrozzeria in carbonio, la sospensione posteriore con lo schema della Delta e il motore della Delta Evoluzione.
A causa dei costi di produzione proibitivi, venne prodotta una sola vettura. La vettura fu esposta al Motor Show di Bologna e venne utilizzata nel Gran Premio d'Italia del 1994 a Monza come safety car.
A partire dalla metà del 1992, per il mercato francese viene commercializzata una serie numerata di 300 esemplari basata sulla Twin Spark 1.8 8v, e denominata "Tropheo". Le caratteristiche principali di tale versione erano la presenza di uno spoiler sul baule, cerchi in lega e la presenza dei loghi "Tropheo" nelle porte anteriori e nel baule.
Nel 1993 venne sviluppata la 155 Zagato in versione TI.Z (Twin Spark) e GTAZ (Q4).
Tali versioni differivano dalla normale serie per le carreggiate allargate, uno spoiler da gara sul baule e dei paraurti più sportivi e aerodinamici. La TI.Z venne prodotta in due versioni in quanto vi era la 2.0 Twin Spark da 170 CV prodotta dal 1993 al 1995 e la 2.0 Twin Spark 16v da 190 CV prodotta dal 1995 al 1997. La GTAZ invece derivava dal Q4 ma con una potenza di 215 CV.
Inoltre dal 1995, con la nascita della 155 seconda serie, le due versioni riprendono lo scudetto della calandra cromato e le nuove luci di direzione laterali abbandonando quelle tipiche della prima serie di forma appuntita. Anche se non ve ne era traccia nei listini italiani, ne vennero creati sei esemplari in Italia su richiesta. Il resto della produzione era esclusivo per il Giappone. Ne venne anche prodotta una versione su richiesta GTA-Z con motore 2.5 V6 220 CV.
Nel 1994, viste le vittorie ottenute nel DTM, per il solo mercato tedesco vengono prodotti 500 esemplari numerati, denominati "Twin Spark DTM Edition", disponibili nelle tre cilindrate Twin Spark a 8 valvole. Le caratteristiche principali erano, a scelta, le sole colorazioni rosso alfa, nero pastello, grigio argento metallizzato e grigio canna di fucile, i cerchi in lega Speedline da 15 o da 16 pollici (a scelta del cliente), interni e quadro strumenti sportivo, e una fascia con effetto carbonio applicata nella plancia (simile alla fascia in radica di noce delle versioni super) dove è raffigurata la 155 del campionato con il numero di esemplare.

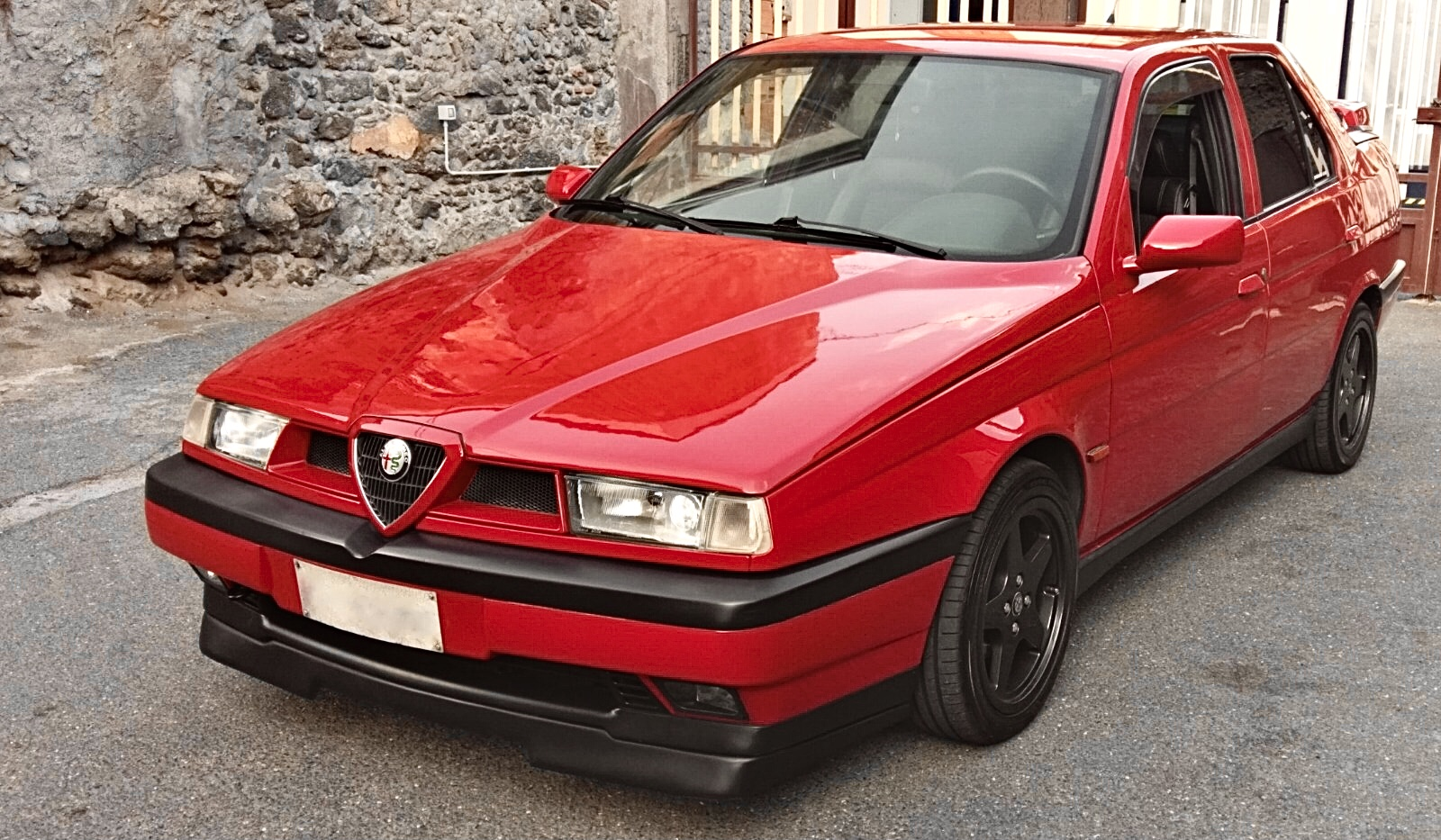
L'Alfa Romeo 155 Silverstone

Nel 1994 venne presentata la 155 Silverstone, commercializzata in Italia, Inghilterra, Francia, Germania, Belgio e Paesi Bassi. In Italia e Inghilterra aveva il logo originale "Silverstone", negli altri paesi per ragioni politiche il logo "Formula": essa nacque per essere iscritta al BTCC e anche per il lancio della 155 seconda serie avvenuto a dicembre dello stesso anno. Venne prodotta in 2.500 esemplari da gennaio 1994 a dicembre 1995. Fu disponibile solo in tre colori, rosso, grigio e nero, e utilizzava gli stessi interni allestiti per la 155 Q4 (compresi quelli della Recaro), ma esternamente si presentava con uno spoiler sul baule e con una appendice aerodinamica nel paraurti anteriore (soggetto a particolare usura), e cerchi in lega di 205/50 per 15 Pollici o anche di 205/45 per 16 Pollici. La 155 Silverstone ha un codice modello a lei assegnato in via esclusiva, a differenza delle altre 1.8; il suo codice è "167.157.0.0" con guida a sinistra, mentre "167.037.0.0" con guida a destra. Inoltre differiva dalla 1.8 normale anche in potenza, con 130 cavalli in luogo dei 126 della 1.8 normale.
Da segnalare, che, la Silverstone con guida a destra e codice 167.037.0.0, è stata commercializzata solamente in Inghilterra, ed è differente da quella con guida a sinistra, poiché si presenta con l’allestimento della Twin Spark 1.7 Base del 1993, ma con la sola aggiunta del logo, l’appendice anteriore, lo spoiler e i cerchi in lega da R15, inoltre era disponibile sono nei colori rosso e nero.

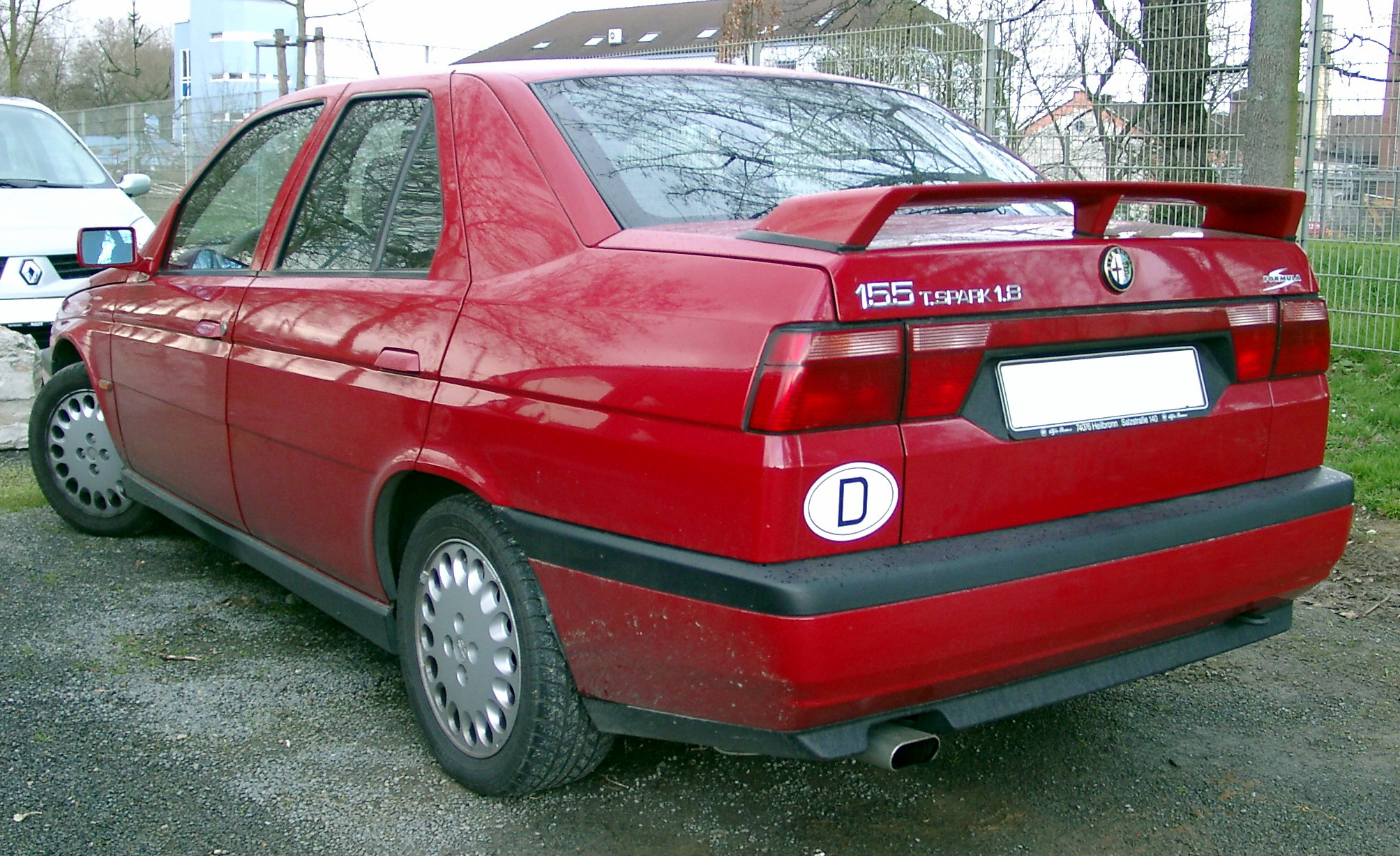
La 155 Silverstone vista posteriormente

Il prezzo di vendita della Silverstone in Italia si aggirava sulle 31.600.000 Lire.
Nell'aprile del 1994 viene avviata la produzione di una edizione limitata della 155 2.0 8 valvole, come avviene per la Silverstone, viene prodotta in 2.500 esemplari dall'aprile 1994 al Maggio 1995. Denominata "T.Spark 2.0 L Elegante Super" e codice identificativo "167.359.0.0", è basata sulla 2.0 8v super ma con qualche caratteristica particolare, innanzitutto i sedili gli inserti dei pannelli e la moquette sono rivestiti in alcantara grigio scuro il quale non era presente in altre versioni, nemmeno a richiesta, tale versione veniva fornita con accessori in radica di noce, aria condizionata, quadro strumenti sportivo, fendinebbia, cristalli verdi, tende parasole posteriori, retrovisori elettrici, e i cerchi in lega con pneumatici delle misure di 185/60 R14, 195/60 R14, 195/55 R15 e 205/50 R15; gli optional disponibili a richiesta sono, 4 alzacristalli elettrici, lavafari, luce freno terzo stop, fendinebbia gialli, cerchi in lega Speedline da 15, spoiler posteriore, sedili con regolazione elettrica e riscaldabili, sistema antifurto con chiusura a distanza, ABS, tetto apribile, airbag e i classici accessori disponibili; la vettura è prodotta nei seguenti colori, Rosso Alfa, Bianco, Blu Lord, Nero Pastello, Rosso Bordeaux, Verde Mirto, Blu Spazio, Grigio Argento metallizzato e Grigio Canna di Fucile. Il prezzo di vendita si aggirava sulle 34.700.000 Lire.
La produzione di essa si basa su due principi, il primo, come la Silverstone, avvia la presentazione della seconda serie dell'Alfa 155, il quale da essa la seconda serie riprende la colorazione della sola calotta in tinta dei retrovisori (che invece nelle classiche Super prima serie i retrovisori erano totalmente in tinta), la seconda si basa sulla presentazione del nuovo motore 2.0 Twin Spark 16v il quale vide una diminuzione di produzione del 2.0 8v.
Nel 1995 verso la fine produzione della Silverstone, l'Alfa Romeo avvia la produzione della 1.8 Sport (codice identificativo "167.947.0.0"), anche essa prodotta in 2500 esemplari e con la stessa meccanica della Silverstone, differisce da tale versione, poiché disponibile solo con carrozzeria seconda serie, ampia scelta sulle colorazioni, un nuovo spoiler sul baule, cerchi in lega 16, minigonne e strisce basse dei paraurti in tinta, all'interno un nuovo quadro strumenti e sedili sportivi con riporti rossi, oppure a richiesta con interni Recaro, danno vita alla 1.8 Sport.
Sul finire della produzione della 1.8 Sport, a metà del 1996 l'Alfa Romeo mette disponibile a richiesta il kit sport su tutte le versioni, poiché prima era disponibile solo per le versioni Twin Spark 1.8, 2.0 Twin Spark 16v, 2.0 Q4 e 2.5 V6.

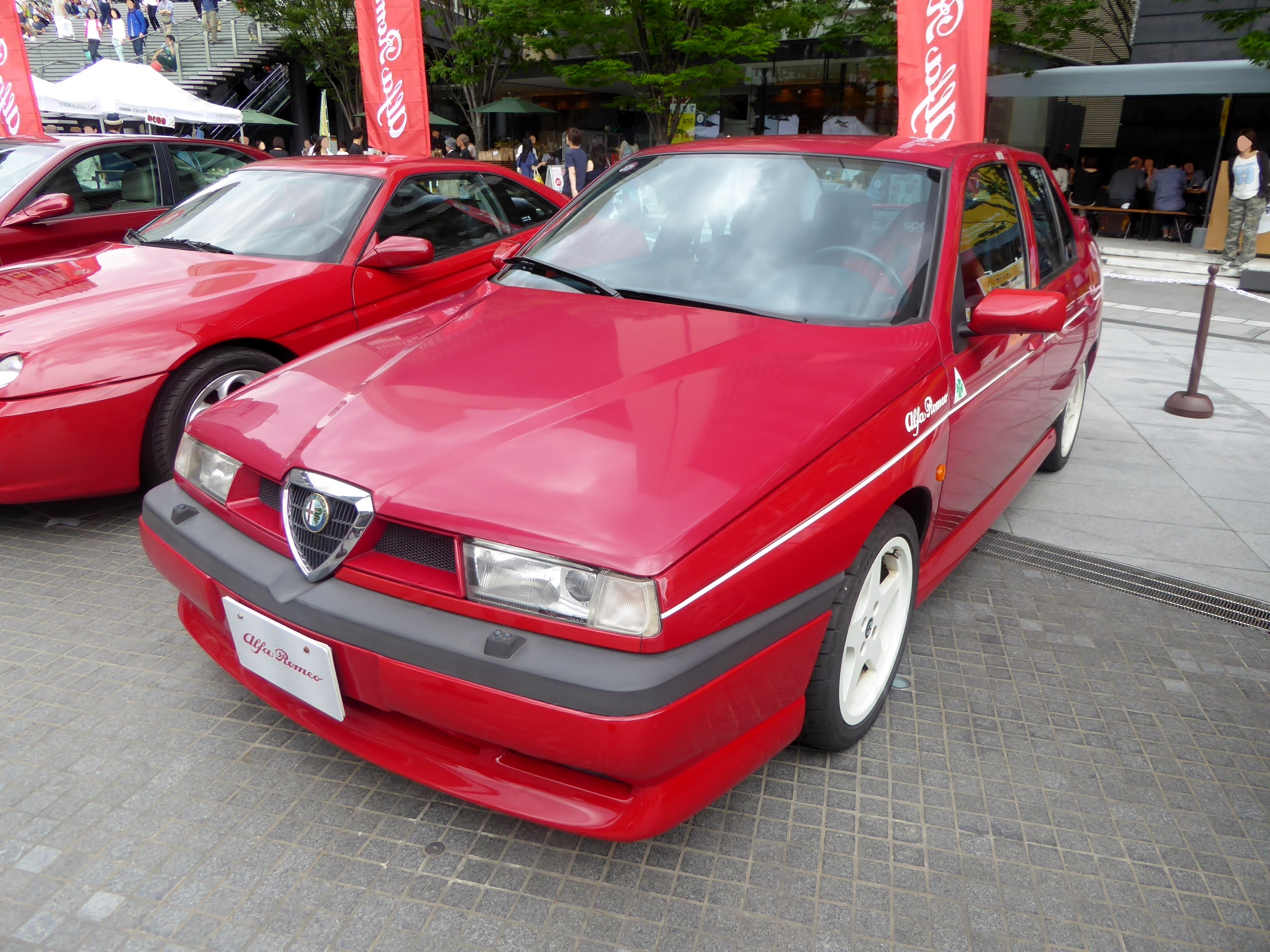
La 155 V6 Sportiva Giappone

Viene prodotta per il Giappone nel 1996 una speciale versione V6, denominata "V6 SPORTIVA GIAPPONE" con codice identificativo "167.949.0.1", essa è disponibile nella sola colorazione Rosso Alfa e comprende il kit sport completo, cerchi in lega di colore bianco, paraurti specifici forniti dalla Lester, una leggera livrea lungo le fiancate e il logo Alfa Romeo nelle fiancate posteriori, un abitacolo sportivo con interni Recaro e scritta Alfa Romeo in corsivo di colore rosso nella plancia. 
Sempre per il Giappone vi furono due versioni speciali numerate rispettivamente di 250 e 500 esemplari basate sulle 2.0 T.Spark 16v Sport e 2.5 V6 Sport, esse inoltre comprendono qualche esemplare della Q4.
Sono considerati speciali i primi 4 modelli ufficialmente prodotti in serie, esse furono le versioni di lancio nel 1992, rispettivamente , una Twin Spark 1.8, una Twin Spark 2.0, una 2.0 Turbo Q4 ed una 2.5 V6, tali modelli inoltre furono prodotti tra luglio e settembre 1991 nello stabilimento di Arese (appartenenti ai 669 esemplari), ed assieme al altri 10 esemplari, furono immatricolati il 12 dicembre del 1991.
Questi 4 esemplari a differenza di altri, non furono destinati alla vendita, ma ben si, conservati dalla direzione Alfa Romeo, oggi, oltre la Twin Spark 1.8 di colore Bordeux Metallizzato targata all’epoca “MI-4V0568”, e la 2.0 Turbo Q4 Rosso Alfa targata “MI-4V0571” conservate nel museo storico Alfa Romeo, non si hanno più informazioni dei restanti 2 esemplari: 2.5 V6 Rosso Alfa targata “MI-4V0577 Twin Spark 2.0 Grigio Chiaro Metallizzato targata “MI-4V0570”.

## Motorizzazioni
| Modello            | Motore              | Cilindrata (cm³) | Alimentazione | Potenza kW (CV)/rpm | Coppia massima Nm/rpm | Trazione  | Cambio/Nº rapporti     | Consumo (l/100 km) | Accelerazione 0–100 km/h (secondi) | Velocità massima (km/h) | Massa in ordine di marcia (kg) | Anni di produzione |
| 1.7 Twin Spark     | 4 cilindri in linea | 1.748            | Benzina       | 85 (116)/5800       | 153/5000              | Anteriore | Manuale/5 Automatico/5 | 6,8                | 11,8                               | 193                     | 1325                           | 1993-1998          |
| 1.8 Twin Spark     | 4 cilindri in linea | 1.773            | Benzina       | 93 (126)/6000       | 165/5000              | Anteriore | Manuale/5              | 6,3                | 10,3                               | 200                     | 1325                           | 1992-1997          |
| 1.8 Twin Spark 16v | 4 cilindri in linea | 1.747            | Benzina       | 103 (140)/6300      | 165/4000              | Anteriore | Manuale/5              | 6,5                | 10,3                               | 205                     | 1300                           | 1996-1997          |
| 1.6 Twin Spark 16v | 4 cilindri in linea | 1.598            | Benzina       | 88 (120)/6300       | 144/4500              | Anteriore | Manuale/5              | 6,5                | 11,4                               | 195                     | 1300                           | 1996               |
| 2.0 Twin Spark     | 4 cilindri in linea | 1.995            | Benzina       | 104 (141)/6000      | 186/4000              | Anteriore | Manuale/5 Automatico/5 | 6,3                | 9,3                                | 205                     | 1300                           | 1992-1997          |
| 2.0 Twin Spark 16v | 4 cilindri in linea | 1.970            | Benzina       | 110 (150)/6200      | 186/2500              | Anteriore | Manuale/5 Automatico/5 | 6,2                | 9                                  | 208                     | 1340                           | 1995-1997          |
| 2.0 Turbo 16v Q4   | 4 cilindri in linea | 1.995            | Benzina       | 137 (186)/6000      | 293/2500              | Integrale | Manuale/5              | 7,4                | 7                                  | 225                     | 1445                           | 1992-1997          |
| 2.5 V6             | 6 cilindri a V      | 2.492            | Benzina       | 120 (163)/5800      | 216/4500              | Anteriore | Manuale/5              | 7,3                | 8,4                                | 215                     | 1370                           | 1992-1997          |
| 1.9 Td             | 4 cilindri in linea | 1.929            | Diesel        | 66 (90)/4100        | 186/2400              | Anteriore | Manuale/5              | 4,6                | 13,5                               | 180                     | 1320                           | 1993-1998          |
| 2.5 Td             | 4 cilindri in linea | 2.500            | Diesel        | 92 (125)/4200       | 294/2000              | Anteriore | Manuale/5              | 5,4                | 10,4                               | 195                     | 1420                           | 1993-1998          |

## Attività sportiva

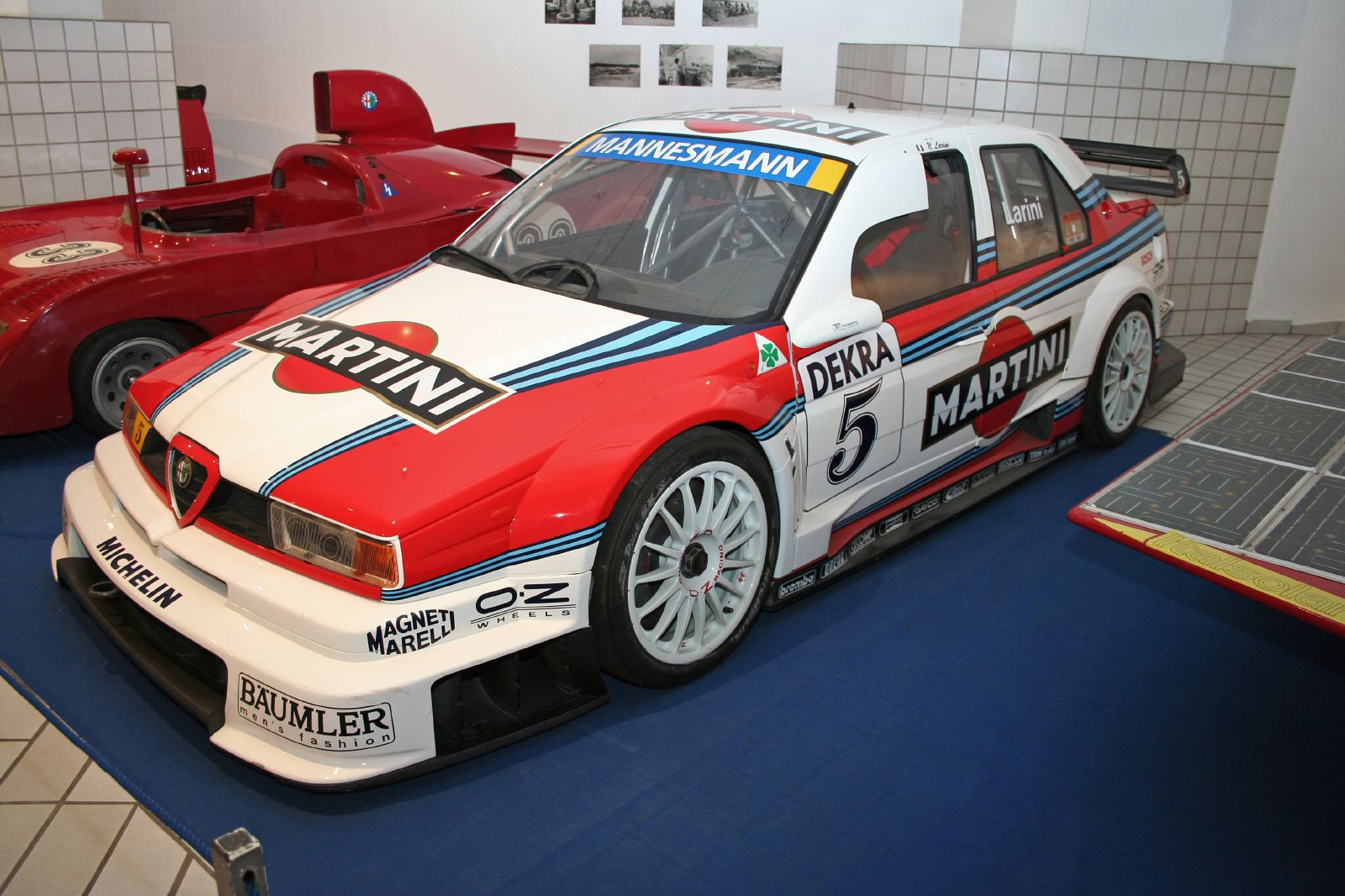
Alfa Romeo 155 V6 TI

Nel 1992 venne prodotta, in omaggio della Giulia GTA, la 155 GTA: trazione integrale permanente, motore 2 litri turbo con testata plurivalvole capace di erogare circa 400 CV, intercooler raffreddato con getto d'acqua nebulizzato, cambio 6 marce e impianto frenante derivato dalla Formula 1. Questa meccanica era in gran parte basata su quella della Lancia Delta Integrale Evoluzione, che dominava i rally proprio nello stesso anno.
Il design della vettura fu affidato a Carlo Gaino dello studio Synthesis design. Con questa vettura l'Alfa Romeo gareggiò nel Campionato Italiano Superturismo conquistando il titolo con Nicola Larini e occupando i primi 4 posti in classifica frutto di 17 vittorie ottenute dai suoi piloti nell'arco delle 20 manche disputate.

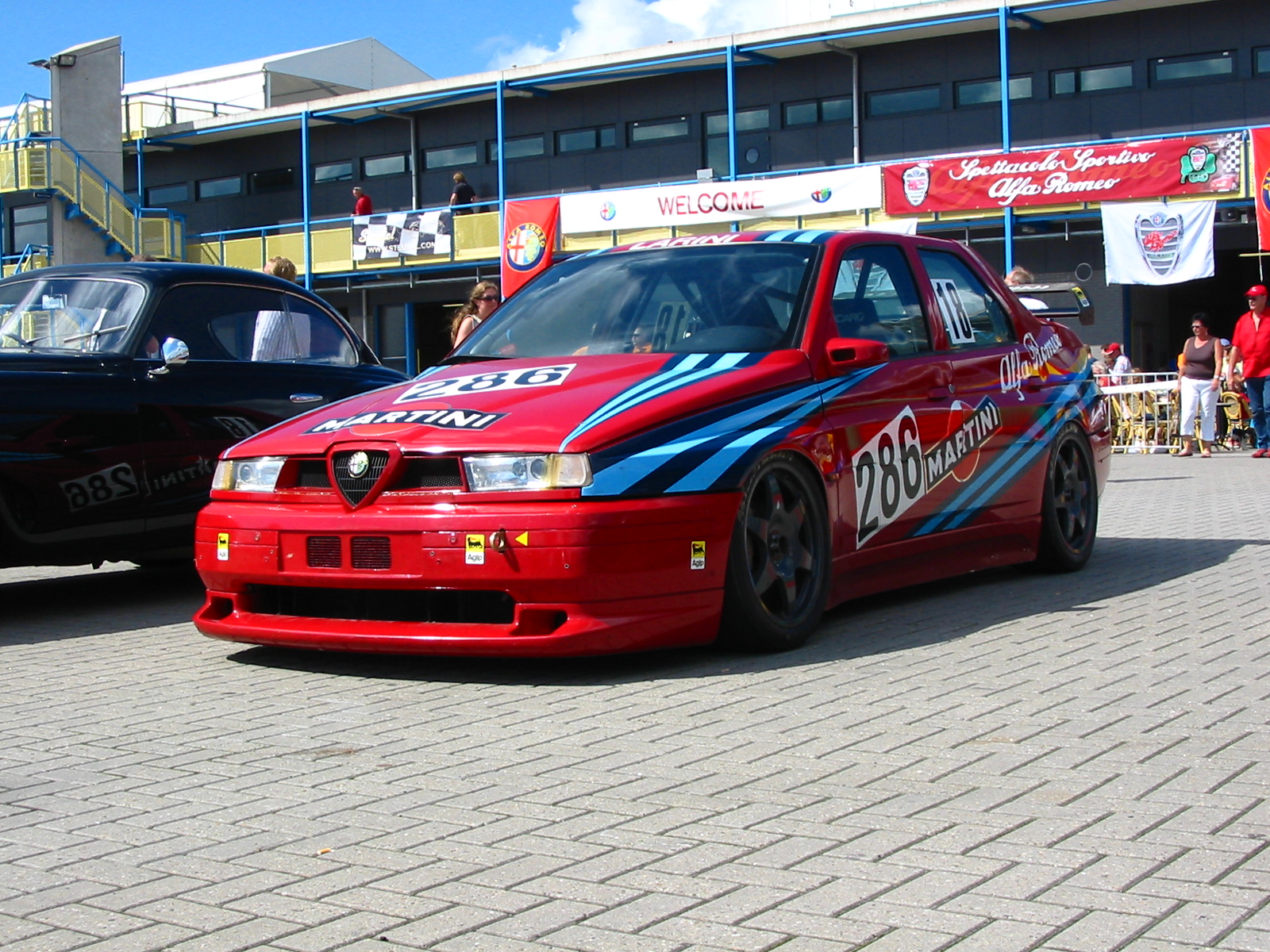
L'Alfa Romeo 155 GTA

Nel 1993 però i regolamenti cambiarono, e la 155 GTA divenne inutilizzabile per il Campionato Italiano Superturismo. Fu utilizzata perciò come base per la costruzione della 155 V6 TI, rispondente ai regolamenti FIA classe D1: spinta da un motore 2.500 V6 – con angolo tra le bancate di 60º, che erogava oltre 420 CV a 12.000 giri/min – e dotata di una sofisticata trazione integrale, la V6 TI era a tutti gli effetti un prototipo con telaio tubolare e cambio sequenziale. L'Alfa Romeo partecipò al DTM 1993 con 4 vetture, battendo la concorrenza tedesca di Mercedes-Benz, Opel e BMW. La 155 V6 TI vinse gran parte delle gare (12 su 20) e il campionato costruttori, mentre Nicola Larini si laureò campione tra i piloti. Contemporaneamente, per i campionati di classe D2 che prevedevano una minore elaborazione rispetto ai modelli di serie, l'Alfa approntò la 155 TS D2 sulla base del motore 2.0 litri TS 8v di serie. Con questa vettura prese parte al Campionato Italiano Superturismo ma il ritardo nei collaudi dovuta alla maggior concentrazione di sforzi sulla vettura per il DTM costrinse la casa del Biscione a saltare il secondo appuntamento del campionato. Nonostante questo il suo alfiere Gabriele Tarquini rimase in lotta per il titolo fino alla fine lottando contro Bmw e Peugeot.
Anche nel 1994 la V6 TI, in versione evoluta rispetto all'anno precedente, ottenne la maggior parte delle vittorie (11 su 20) nel campionato DTM senza però riuscire a conquistare il titolo che andò alla Mercedes-Benz con la nuova Classe C con la quale Klaus Ludwig si dimostrò più costante nel marcare punti a ogni gara. Nella classe D2 l'impegno si allargava dal Campionato Italiano a quello Britannico BTCC e a quello spagnolo, il CET. Grazie all'omologazione stradale di un modello in serie speciale, denominata Silverstone in onore allo sbarco nel BTCC, dotata di appendici aerodinamiche regolabili, la 155 D2 poté usufruire dei vantaggi di questa soluzione e fu subito seguita dalle altre case che inizialmente tentarono di osteggiarla costringendola a non partire in un round del campionato inglese. A fine anno però Gabriele Tarquini e Adrian Campos si laurearono campioni nel BTCC e nel CET rispettivamente con 8 e 4 vittorie di manche e Antonio Tamburini giunse 2º nel Campionato Italiano con una vettura semi-ufficiale (6 vittorie).

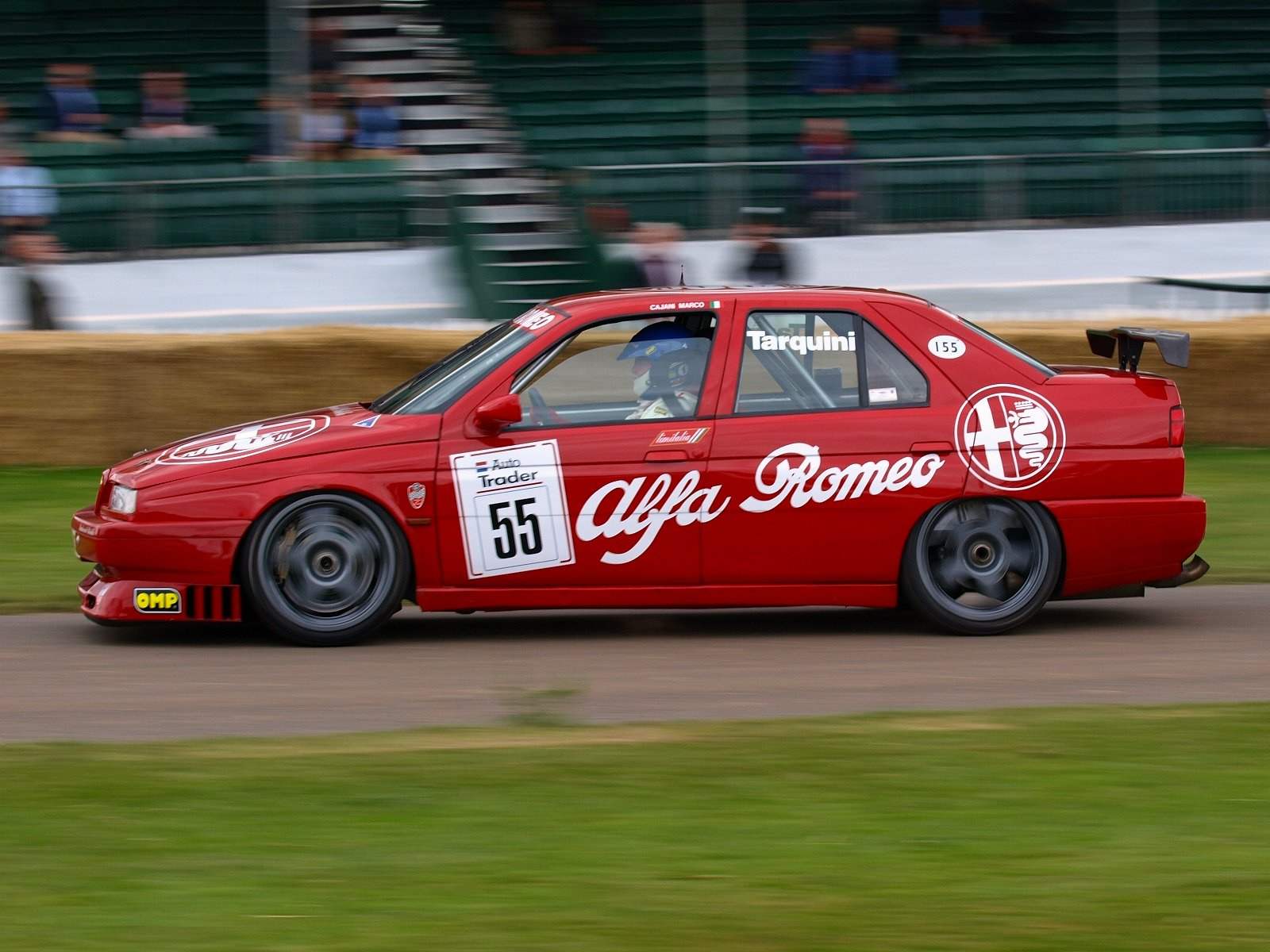
Alfa Romeo 155 TS Silverstone a Goodwood

L'Alfa Romeo preparò per il 1995 una vettura praticamente nuova per il DTM, carica di tecnologia elettronica avanzata (come un sofisticato sistema ABS con sensore laser nel sottoscocca). Per quanto riguarda le prestazioni della nuova 155 V6 TI, essa si dimostrò veloce in qualifica, ma era sovente penalizzata in gara proprio dalla sua sofisticazione, che la rendeva davvero poco affidabile. La sua livrea, passò dal rosso Alfa Romeo, all'eleganza del bianco Martini Racing. Nel tentativo di perfezionare questa vettura, la 155 D2 risentì della mancanza di sviluppo e dell'assenza di programmi ufficiali per le corse. Nel Campionato Italiano l'Alfa di Tarquini fu ritirata a metà stagione e il pilota utilizzato per gare spot negli altri campionati, tra cui BTCC e DTM. Nel campionato inglese, dopo le polemiche dell'anno precedente, corsero due 155 non ufficiali che non ottennero risultati di rilievo, mentre in Spagna continuò a ottenere successi, a vincere il campionato questa volta fu Luis Villamil e ben figurarono anche gli altri piloti Alfa, Campos e Francia.

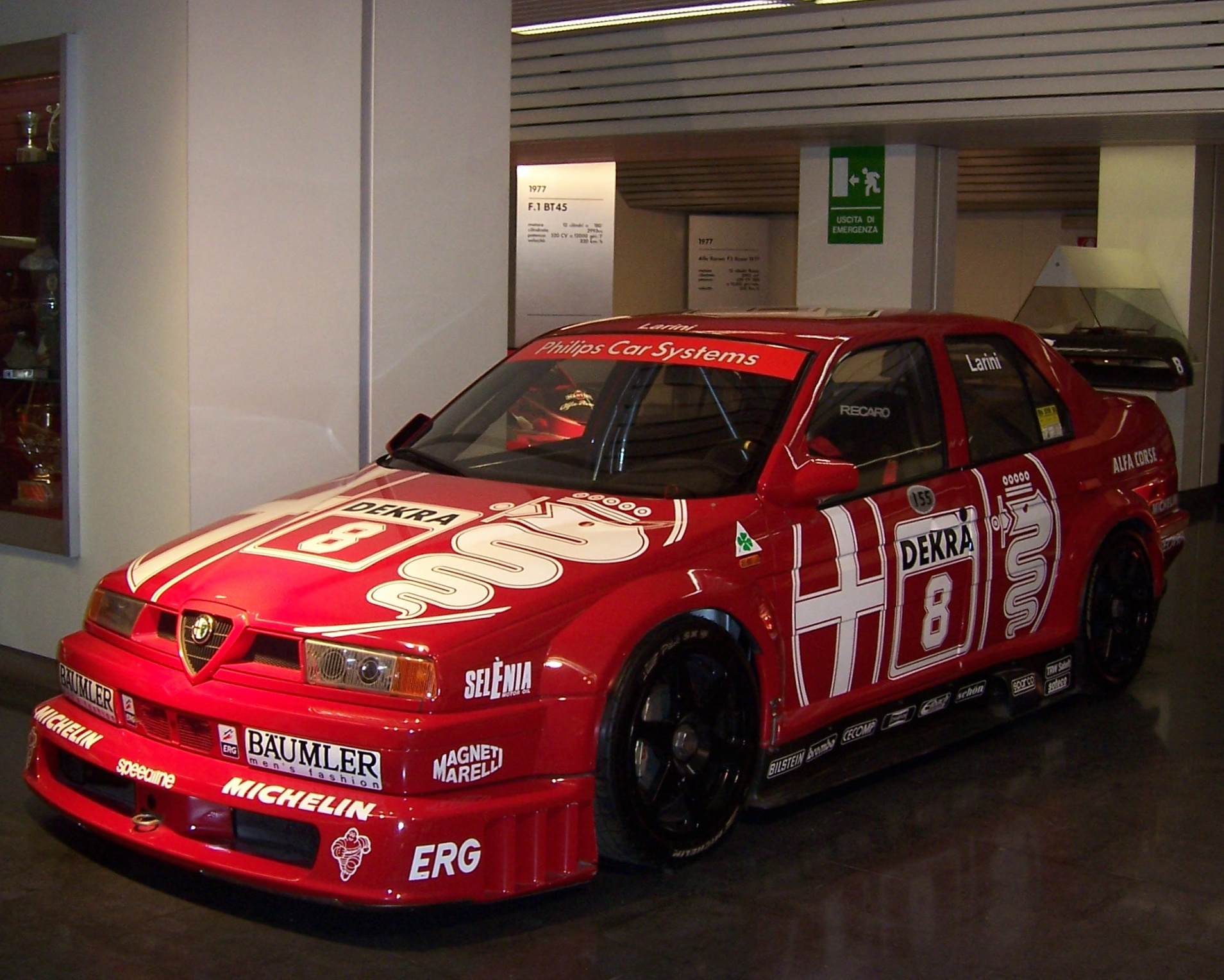
Alfa Romeo 155 V6 Ti DTM del 1993 del team Larini Alfa Corse nel museo storico Alfa Romeo di Arese

Nel 1996 – anno in cui il DTM si trasformò in ITC – la 155 V6 TI venne ulteriormente affinata dal punto di vista motoristico (con un nuovo motore V6 derivato dal Motore PRV della Lancia Thema 6V, con angolo tra le bancate di 90º e potenza di 490 CV) e abbandonando un po' della sua troppo sofisticata elettronica, arrivò a un soffio dalla vittoria nel campionato costruttori, perso per soli 9 punti all'ultima gara contro la Opel Calibra V6 4x4, nonostante l'Alfa avesse vinto più gare di tutti in quella stagione (10 su 26 di cui 7 con Alessandro Nannini) alla fine relegato al 3º posto in campionato dai troppi punti persi a causa di ritiri e della squalifica dalle due manche corse al Nurburging. Terzo quell'anno fu anche Fabrizio Giovanardi, pilota Alfa nel campionato italiano superturismo, che ottenne anche 2 vittorie. In quell'anno prese parte anche ad alcune gare del CET spagnolo dal quale l'Alfa si era ritirata e ottenne 3 vittorie e 3 podi sulle 8 manche alle quali partecipò.
Il 1997 è l'ultimo anno di corse per la 155 nella categoria superturismo prima di passare il testimone al nuovo modello di casa Alfa, la 156. Chiuso il campionato ITC perché troppo costoso per le case automobilistiche (il DTM riprese solo nel 2000), l'Alfa Romeo poté concentrarsi sulla vettura D2 schierata dalla scuderia Nordauto. Nel campionato italiano con alla guida il pilota ormai punto di riferimento Fabrizio Giovanardi, l'Alfa 155 contese il titolo piloti a Emanuele Naspetti con la ben più nuova BMW 320i, con 6 vittorie e altri piazzamenti sfiorò il titolo nel campionato costruttori che rimase aperto fino all'ultima gara. Contemporaneamente la partecipazione al campionato spagnolo portò a 3 vittorie di Giovanardi e 1 di Tamburini con la conquista di entrambi i titoli a fine anno. In Sudamerica, una 155 semi-ufficiale gestita sempre dalla Nordauto e pilotata da Osvaldo Lopez, a seguito di numerosi piazzamenti sul podio e della vittoria sul circuito di Londrina si classificò prima in campionato a pari merito con la BMW di Oscar Larrauri. L'anno seguente confermò la competitività di una vettura ormai datata con il 3º posto sempre nel campionato sudamericano.

### Palmarès
Superturismo
- 1992

Campionato Italiano Superturismo (Nicola Larini)
- 1993

Deutsche Tourenwagen Meisterschaft (Nicola Larini)
Deutsche Super-Tourenwagen Meisterschaft - Klass 2 (Franz Engstler)
Vicecampione del Mondo Coppa FIA Automobili Turismo (Nicola Larini)
- 1994

British Touring Car Championship (Gabriele Tarquini)
Campeonato Espanol Turismos (Adrián Campos)
- 1995

Campeonato Espanol Turismos (Luis Villamil)
- 1996

Campionato Superturismo Jugoslavo (Milovan Vesnic)
- 1997

Campeonato de España de Turismos (Fabrizio Giovanardi)
Campionato Sudamericano per Autovetture Turismo - Copa de las Naciones (C. Lopez)
Campionato Superturismo Jugoslavo (Pavle Komnenovic)
- 1998

Campionato Superturismo Jugoslavo (Milovan Vesnic)
- 2000

Campionato Superturismo Jugoslavo (Pavle Komnenovic)

### Record del mondo

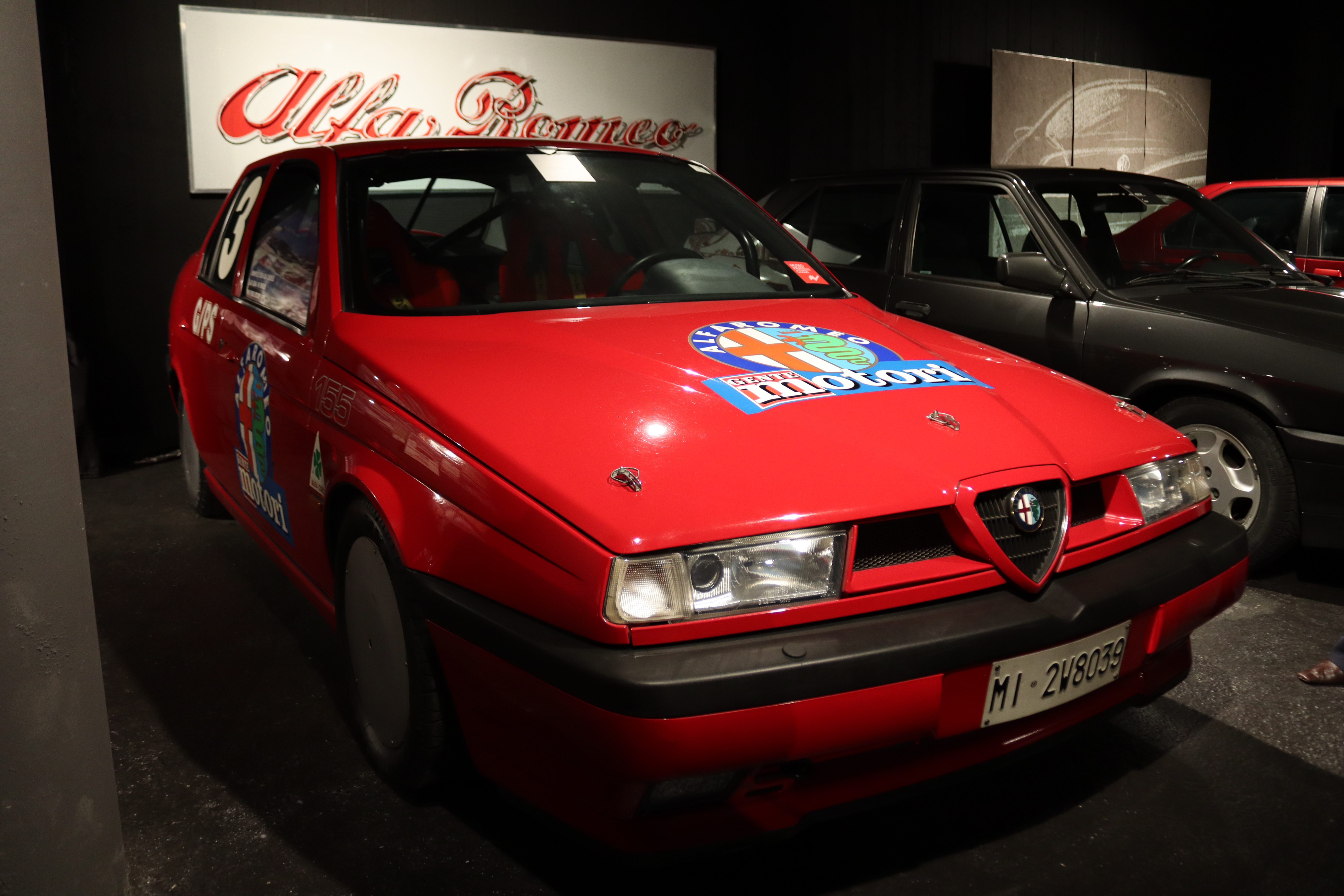
L'esemplare con cui fu ottenuto il record del mondo nel 1992 al Museo Fratelli Cozzi di Legnano

Il 25 settembre 1992 sul Bonneville Speedway, un'Alfa 155 in versione Q4, elaborata fino a raggiungere la potenza di 365 CV, ottiene il record di velocità su terra per auto della categoria G/PS (G = 2 Litri, P = auto di produzione, S = Sovralimentata), raggiungendo la velocità di 293,307 km/h. L'esemplare è conservato al Museo Cozzi di Legnano.

## Uso nelle Forze dell'ordine
L'Alfa Romeo 155 è stata ampiamente utilizzata, a partire dal suo debutto (con i consueti tempi tecnici necessari per le procedure di scelta e acquisto), dalle forze di pubblica sicurezza italiane: Polizia, Arma dei Carabinieri e Guardia di Finanza in primis come vettura di punta nei servizi di controllo del territorio - anche in colori civili, le cosiddette auto-civetta.
La Guardia di Finanza la utilizzó soprattutto come vettura per il controllo del territorio e il servizio "117" nella motorizzazione “1.8 Twin Spark", prima 8 e poi 16 valvole. È stata l'unica forza di polizia ad acquistare numerosi esemplari del modello "2.0 turbo Q4" a trazione integrale (meccanica Lancia Delta integrale), impiegate soprattutto dai Baschi Verdi in compiti di controllo del territorio e anticontrabbando,
L'Arma dei Carabinieri ha acquisito la 155 nelle versioni 1.8 8/16v ; quelle con i colori di Istituto con compiti di pattuglia, le cosiddette "gazzelle", e altre in vari colori civili con compiti di auto "civetta".
La Polizia di Stato ha acquisito oltre 5.500 esemplari fra auto civetta e versioni con colori, entrate in servizio dal 1994 in poi. Le auto civetta, estratte dalla produzione di serie, riportavano numeri di telaio diversi e non specifici. Al contrario, i "modelli" di 155 assemblate dall'Alfa in blu polizia (938 Azzurro Polizia) hanno i seguenti codici: 167.266.0(0) | T.Spark 1.8 Polizia (basata sulla T.Spark 1.8 Media '92, è il modello che costituisce una buona parte degli acquisti); codice 167.166.0(0) | T.Spark 1.8 Polizia MY.95 (basata sulla T.Spark 1.8 MY.95, prodotta dall'Alfa in pochi esemplari dall'anno 1995 al 1997, alla polizia ne furono destinati alcuni); 167.066.0(0) | T.Spark 1.8 Polizia 16V (basata sulla T.Spark 1.8 Media 16 V, è la versione di cui la polizia - assieme alla Media 92 - ha acquistato più esemplari). Quasi tutte le specialità hanno usufruito della 155; a partire dalla Squadra volante e dalla Polizia stradale, passando per i Reparti mobili, la Polizia ferroviaria, il Servizio aereo, il Reparto prevenzione crimine, senza tralasciare i servizi generici e di autoradio presso i commissariati (in questo caso le auto non presentavano nessun logo di specialità sul parafango).
Utilizzate in grosso numero fino oltre il 2000 e gradualmente sempre meno nel corso degli anni (erano comunque numerosi gli esemplari ancora operativi, fino all'arrivo delle Alfa Romeo 159, in tutti i corpi principali, nel Nucleo operativo radiomobile dei Carabinieri ad esempio) vari esemplari di 155 sono stati presenti fino agli inoltrati anni 2010 negli autocentri delle forze dell'ordine, impiegati negli ultimi periodi ormai in mansioni non di emergenza, fino al loro esaurimento. Nel lungo arco di tempo durante il quale la 155 ha operato è oltretutto iniziato il progressivo taglio di risorse finanziarie, che ha costretto a un utilizzo sempre più intensivo anche delle auto di servizio. Complice lo stato di usura degli esemplari e la svalutazione dell'usato (per cui, contrariamente ai modelli precedenti, era facile per un privato trovare esemplari usati di 155 civili, assai meglio conservati, a un prezzo analogo), non risultano molti gli esemplari sopravvissuti. Dal 2018 un esemplare di 155 16v è esposta nel Museo delle auto della Polizia di Stato.